# Козьмин, Борис Павлович
Бори́с Па́влович Козьми́н (15 (27) декабря 1883, Москва, Российская империя — 5 июля 1958, Москва, СССР) — советский историк и литературовед, специалист по общественному движению в России 2-й половины XIX в. Доктор исторических наук (1935), профессор. Член Союза писателей СССР.

## Биография
Окончил юридический факультет Московского университета (1910), после чего был зачислен помощником присяжного поверенного. В 1915 году призван на военную службу и находился в войсках Западного фронта.
В 20—30-х годах XX века — научный сотрудник институтов литературы (с 1923 г.) и истории (с 1926 г.) РАНИОН. В 1924 году избран действительным членом Академии художественных наук, в 1931 году преобразованной в Академию искусствознания. В 1939—1946, с перерывом на 1941—1943 гг., — старший научный сотрудник Института мировой литературы АН СССР. В 1941—1943 годах находился в эвакуации в Ашхабаде. С 1944 года — заместитель по научной части, в 1946—1954 годах — директор Государственного литературного музея. В 1946—1958 годах — старший научный сотрудник Института истории АН СССР.

## Научная деятельность
Автор первых обобщающих работ по истории демократической журналистики 1860—1880-х годов. Выявил и опубликовал большое число документов по истории революционного движения и общественной мысли России (письма М. А. Антоновича, А. И. Герцена, Н. И. Утина и др.). Издал сборник документов «Нечаев и нечаевцы» (1931), первым подробно описал деятельность С. Г. Нечаева и его программу, выступил против его моральной реабилитации, считал «нечаевское дело» неизбежным следствием заговорщической тактики. Подчёркивал наличие острых противоречий среди радикалов 1860-х годов, полемизировал с М. В. Нечкиной, отстаивавшей идею о единстве революционных демократов в этот период. Опровергая традиционный для советской историографии взгляд на членов Русской секции I Интернационала как на марксистов, показал народнический характер их идеологии.
Активный сотрудник книжной серии «Литературное наследство», редактор и автор комментариев к собраниям сочинений А. И. Герцена, Н. А. Добролюбова, П. Н. Ткачёва и др., а также к воспоминаниям писателей, революционеров, общественных деятелей (П. Д. Боборыкина, Е. Н. Водовозовой, А. М. Скабичевского и др.).

## Награды
- орден Трудового Красного Знамени (10.06.1945)
- орден «Знак Почёта» (27.03.1954)
- медали

## Основные работы
Монографии
- П. Н. Ткачёв и революционное движение 1860-х гг. — М., 1922;
- Рабочее движение в России до Революции 1905 г. — М., 1925;
- С. В. Зубатов и его корреспонденты. — М.; Л., 1928;
- Казанский заговор 1863 г. — М., 1929;
- Харьковские заговорщики 1856—1858 гг. — Харьков, 1930;
- П. Г. Заичневский и «Молодая Россия». — М., 1932;
- От девятнадцатого февраля к первому марта: очерки по истории народничества. — М.: Изд-во Всесоюзного общества политкаторжан и ссыльно-поселенцев, 1933. — 290 с.;
- Журналистика 50-х гг. Журнально-публицистическая деятельность А. И. Герцена — М., 1948;
- Русская секция Первого Интернационала. — М., 1957;
- Журнал «Современник» — орган революционной демократии. — М., 1957;
- Из истории революционной мысли в России. Избранные труды. — М., 1961;
- Литература и история. — М., 1969 (2-е изд. 1982).

Статьи
- «Раскол в нигилистах» (1930)
- Литературная борьба вокруг Успенского // Новый мир. — 1938. — № 9.
- Великий поэт революции (Н. А. Некрасов) // Н. А. Некрасов. I / АН СССР. Ин-т лит. (Пушкинский Дом). — М. : Изд-во АН СССР, 1946. — Т. 49/50. — 655 с. — (Литературное наследство / ред.: П. И. Лебедев-Полянский (гл. ред.), И. С. Зильберштейн, С. А. Макашин ; т. 49/50). — 5000 экз. — ISSN 0130-3627.
- Писемский и Герцен // Звенья. — М., 1950. — Т. 8.
- К вопросу о борьбе Герцена и Огарёва против сторонников «чистого» искусства // Известия АН СССР. Отделение литературы и языка. — М., 1950. — Т. 9. — № 2.
- «Народники» и «народничество» // Вопросы литературы. — М., 1957. — № 9.

## Семья
Супруга Тамара Николаевна Бороздина-Козьмина (1889—1959), египтолог, сестра И. Н. Бороздина, одна из последних и любимых учениц академика Б. А. Тураева. Три сына — Мстислав (1920—1992) — также литературовед, директор Музея литературы имени А. М. Горького, Вадим и Олег.